# The Blue Fox (film fra 1921)
The Blue Fox er en amerikansk stumfilm fra 1921 af Duke Worne.

## Medvirkende
- Ann Little som Ann Calvin
- J. Morris Foster som John Densmore
- Joseph W. Girard som Hawk Baxter
- Charles Mason som Robert Winslow
- William LaRock som Tarka
- Lon Seefield
- Fred L. Wilson
- Hope Loring